# 1993年中華民國縣市長選舉

各政黨所贏得之縣市：
KMT
DPP
不在選舉範圍內的直轄市臺北市及高雄市

1993年中華民國縣市長選舉，即地方自治以來的第十二屆縣市長選舉，係於1993年11月27日舉行投票，選出台灣地區23個縣市的行政首長。此次選舉包括金門縣縣長、連江縣縣長等福建省之縣份的行政首長首次進行的選舉。
23位縣市長席次中，民主進步黨取得臺灣省之臺北縣、宜蘭縣、新竹縣、臺南縣、高雄縣、澎湖縣共6席，無黨籍人士何智輝及張文英則分別在苗栗縣縣長選舉與嘉義市市長選舉中勝出，而臺灣省其餘13個縣市與福建省金門縣及連江縣則皆由中國國民黨取得。
本屆選舉中，中國國民黨主席李登輝首創以中華民國總統之姿下鄉為黨籍候選人站台助選，雖仍未「光復」主席的故鄉臺北縣，然而最終為國民黨守住了大多數席次。其後「總統下鄉輔選」也成為地方選舉的常態。

## 選舉結果
各縣市之縣市長選舉當選者及次高票者之名單（粗體者為尋求連任者）：
| 省份   | 縣／省轄市 | 當選者（登記政黨）     | 次高票者（登記政黨）    |
| ------ | ---------- | ---------------------- | ----------------------- |
| 臺灣省 | 臺北縣     | 尤清（ 民主進步黨）    | 蔡勝邦（ 中國國民黨）   |
| 臺灣省 | 基隆市     | 林水木（ 中國國民黨）  | 王拓 （ 民主進步黨）    |
| 臺灣省 | 宜蘭縣     | 游錫堃（ 民主進步黨）  | 張軍堂（ 中國國民黨）   |
| 臺灣省 | 桃園縣     | 劉邦友（ 中國國民黨）  | 張勝勛（ 民主進步黨）   |
| 臺灣省 | 新竹縣     | 范振宗（ 民主進步黨）  | 鄭永金（ 中國國民黨）   |
| 臺灣省 | 新竹市     | 童勝男（ 中國國民黨）  | 吳秋穀（ 民主進步黨）   |
| 臺灣省 | 苗栗縣     | 何智輝（無黨籍）       | 張秋華（ 中國國民黨）   |
| 臺灣省 | 臺中縣     | 廖了以（ 中國國民黨）  | 楊嘉猷（ 民主進步黨）   |
| 臺灣省 | 臺中市     | 林柏榕（ 中國國民黨）  | 林俊義（ 民主進步黨）   |
| 臺灣省 | 彰化縣     | 阮剛猛 （ 中國國民黨） | 周清玉（ 民主進步黨）   |
| 臺灣省 | 南投縣     | 林源朗（ 中國國民黨）  | 陳啟吉（無黨籍）        |
| 臺灣省 | 雲林縣     | 廖泉裕（ 中國國民黨）  | 蘇洪月嬌（ 民主進步黨） |
| 臺灣省 | 嘉義縣     | 李雅景 （ 中國國民黨） | 何嘉榮（ 民主進步黨）   |
| 臺灣省 | 嘉義市     | 張文英（無黨籍）       | 江義雄（ 中國國民黨）   |
| 臺灣省 | 臺南縣     | 陳唐山 （ 民主進步黨） | 黃秀孟（ 中國國民黨）   |
| 臺灣省 | 臺南市     | 施治明（ 中國國民黨）  | 蔡介雄（ 民主進步黨）   |
| 臺灣省 | 高雄縣     | 余政憲 （ 民主進步黨） | 黃八野（ 中國國民黨）   |
| 臺灣省 | 屏東縣     | 伍澤元 （ 中國國民黨） | 蘇貞昌（ 民主進步黨）   |
| 臺灣省 | 臺東縣     | 陳建年 （ 中國國民黨） | 陳益南（無黨籍）        |
| 臺灣省 | 花蓮縣     | 王慶豐 （ 中國國民黨） | 陳永興（ 民主進步黨）   |
| 臺灣省 | 澎湖縣     | 高植澎（ 民主進步黨）  | 郭天佑（ 中國國民黨）   |
| 福建省 | 金門縣     | 陳水在（ 中國國民黨）  | 李炷烽（ 中國國民黨）   |
| 福建省 | 連江縣     | 曹常順（ 中國國民黨）  | —                       |

政黨輪替之縣市：
| 省份   | 縣／省轄市 | 政黨輪替前 | 政黨輪替後 |
| ------ | ---------- | ---------- | ---------- |
| 臺灣省 | 苗栗縣     | 中國國民黨 | 無黨籍     |
| 臺灣省 | 彰化縣     | 民主進步黨 | 中國國民黨 |
| 臺灣省 | 臺南縣     | 中國國民黨 | 民主進步黨 |
| 臺灣省 | 屏東縣     | 民主進步黨 | 中國國民黨 |

## 臺灣省

### 臺北縣

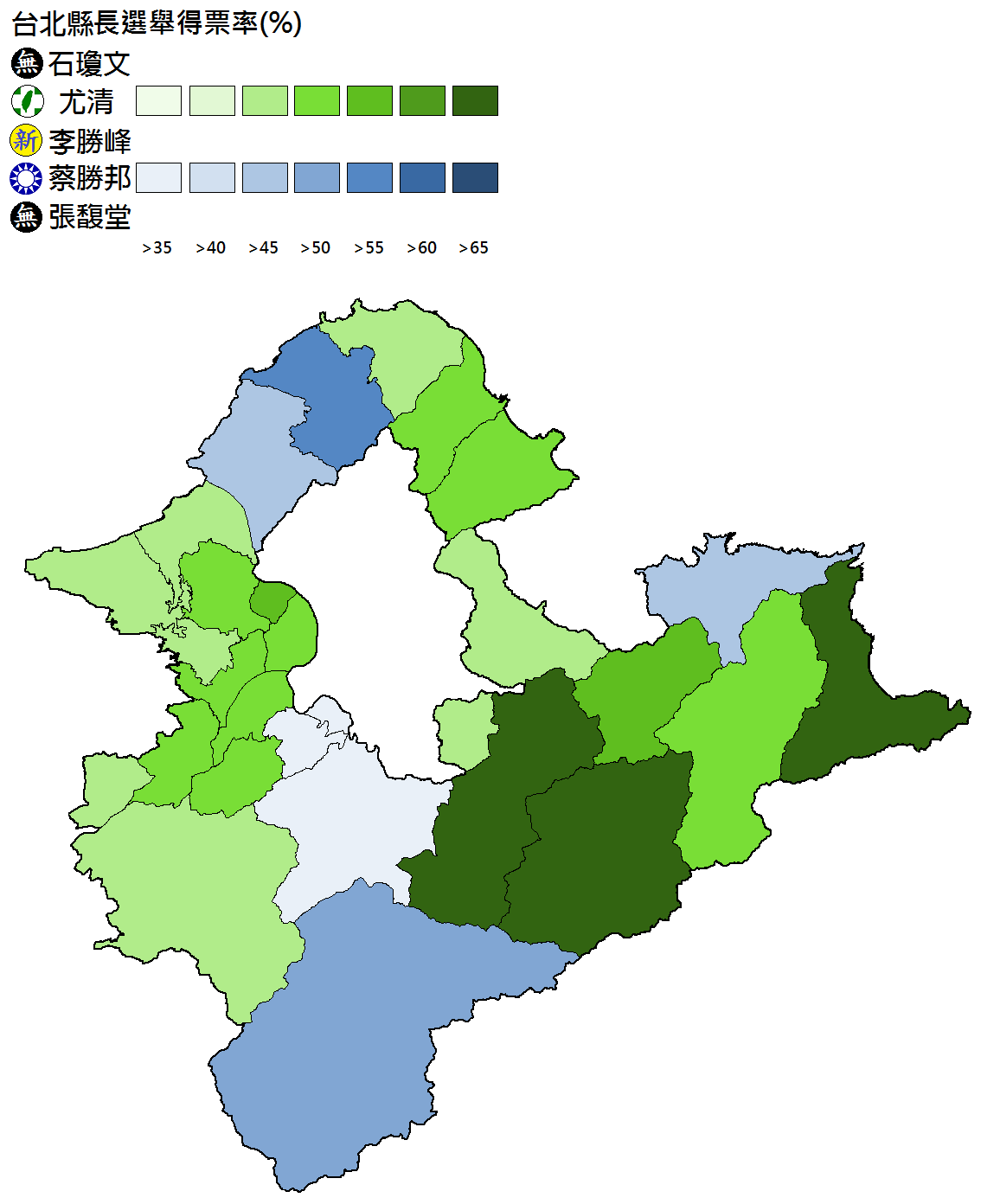
1993年台北縣長選舉

| 號次 | 黨籍       | 姓名   | 得票    | 得票率 | 當選 |
| ---- | ---------- | ------ | ------- | ------ | ---- |
| 1    | 無黨籍     | 石瓊文 | 7,089   | 0.54%  |      |
| 2    | 民主進步黨 | 尤清   | 613,236 | 46.38% |      |
| 3    | 新黨       | 李勝峰 | 215,789 | 16.32% |      |
| 4    | 中國國民黨 | 蔡勝邦 | 475,581 | 35.97% |      |
| 5    | 無黨籍     | 張馥堂 | 10,433  | 0.79%  |      |

### 基隆市

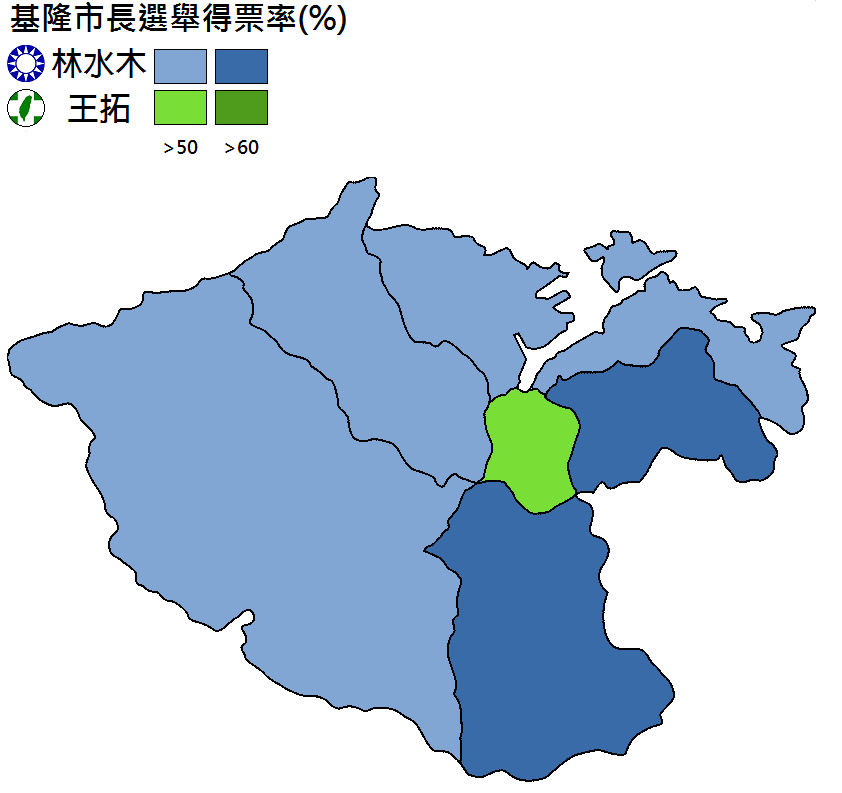
1993年基隆市長選舉

| 號次 | 黨籍       | 姓名   | 得票   | 得票率 | 當選 |
| ---- | ---------- | ------ | ------ | ------ | ---- |
| 1    | 中國國民黨 | 林水木 | 92,786 | 54.66% |      |
| 2    | 民主進步黨 | 王拓   | 76,967 | 45.34% |      |

### 宜蘭縣

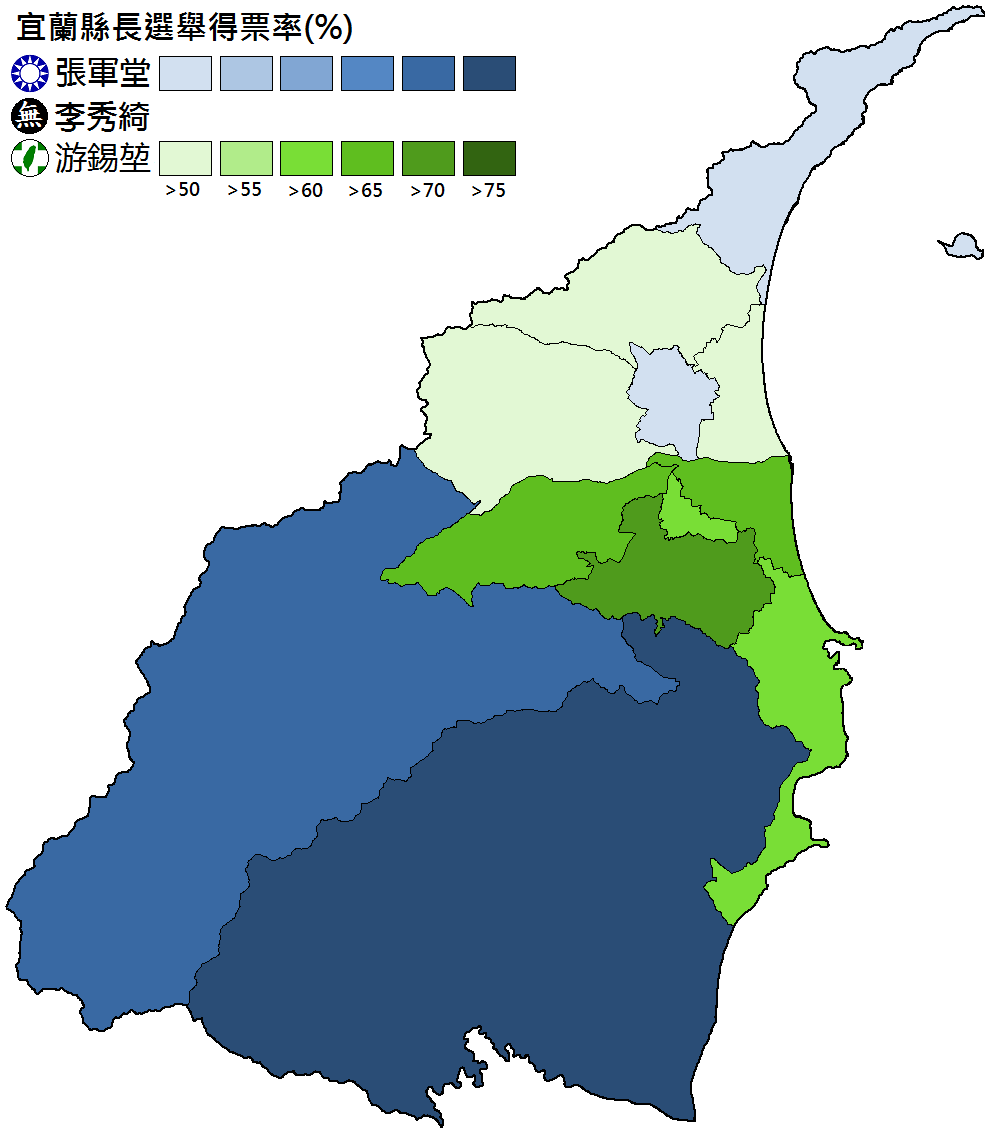
1993年宜蘭縣長選舉

在本次選舉中，國民黨提名的縣長候選人張軍堂被質疑涉嫌偽造外國學歷，自稱有美國南加州大學的學歷。當時馮光遠在《中國時報》人間副刊〈給我報報〉專欄撰文嘲諷指張軍堂在美國的南加州大學指導教授威廉·霍華出面證明張軍堂是他的學生，論文題目為〈犀牛皮移植到我臉上法律效力之探討與追究〉。
然而這篇虛構嘲諷文，卻被國民黨宜蘭縣黨部主委楊吉雄信以為真，拿來做為張軍堂擁有外國學歷的證據，楊吉雄稱張軍堂確實擁有國外學歷，而且已經獲得報社的證實，有報紙為證。「中國時報是全國第一大報」，最權威的大報，上面的白紙黑字絕不會騙人；並問宜蘭人，要相信第一大報還是相信競選對手游錫堃的指控。
最後選舉結果由游錫堃當選連任，而「犀牛皮」事件則成為台灣選舉史上的經典事件。
| 號次 | 黨籍       | 姓名   | 得票    | 得票率 | 當選 |
| ---- | ---------- | ------ | ------- | ------ | ---- |
| 1    | 中國國民黨 | 張軍堂 | 82,208  | 40.41% |      |
| 2    | 無黨籍     | 李秀綺 | 4,282   | 2.10%  |      |
| 3    | 民主進步黨 | 游錫堃 | 116,959 | 57.49% |      |

### 桃園縣

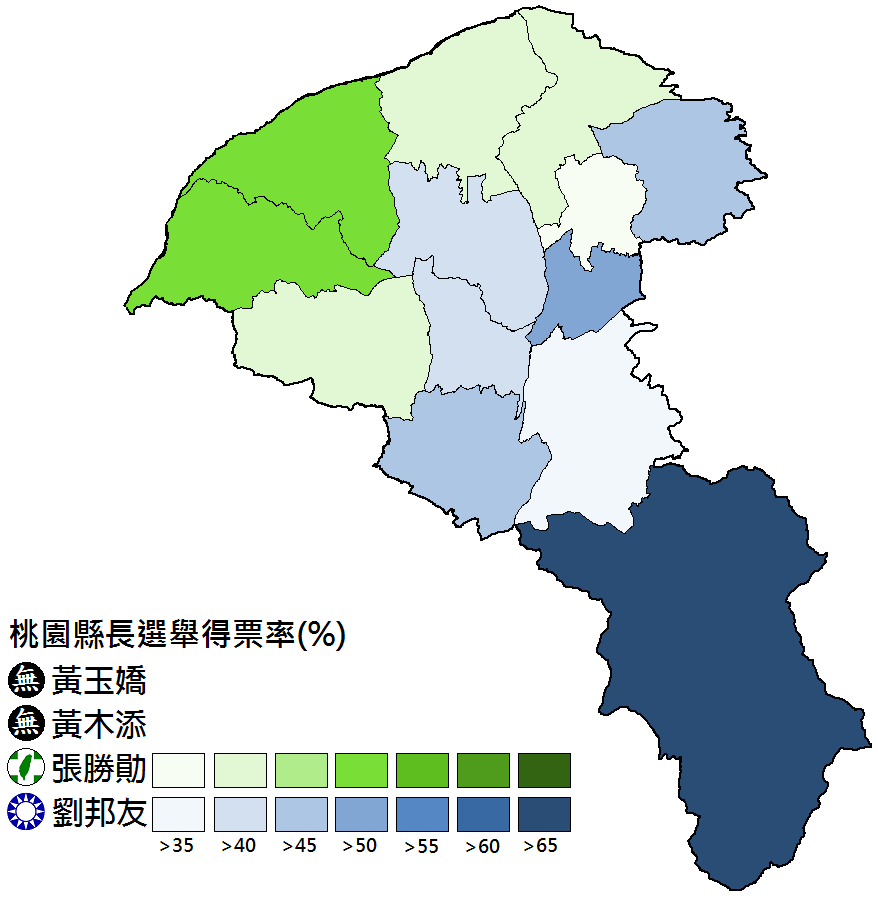
1993年桃園縣長選舉

| 號次 | 黨籍       | 姓名   | 得票    | 得票率 | 當選 |
| ---- | ---------- | ------ | ------- | ------ | ---- |
| 1    | 無黨籍     | 黃玉嬌 | 16,102  | 2.67%  |      |
| 2    | 無黨籍     | 黃木添 | 131,088 | 21.74% |      |
| 3    | 民主進步黨 | 張勝勛 | 218,688 | 36.27% |      |
| 4    | 中國國民黨 | 劉邦友 | 237,070 | 39.32% |      |

相關條目：1997年桃園縣長補選

### 新竹縣

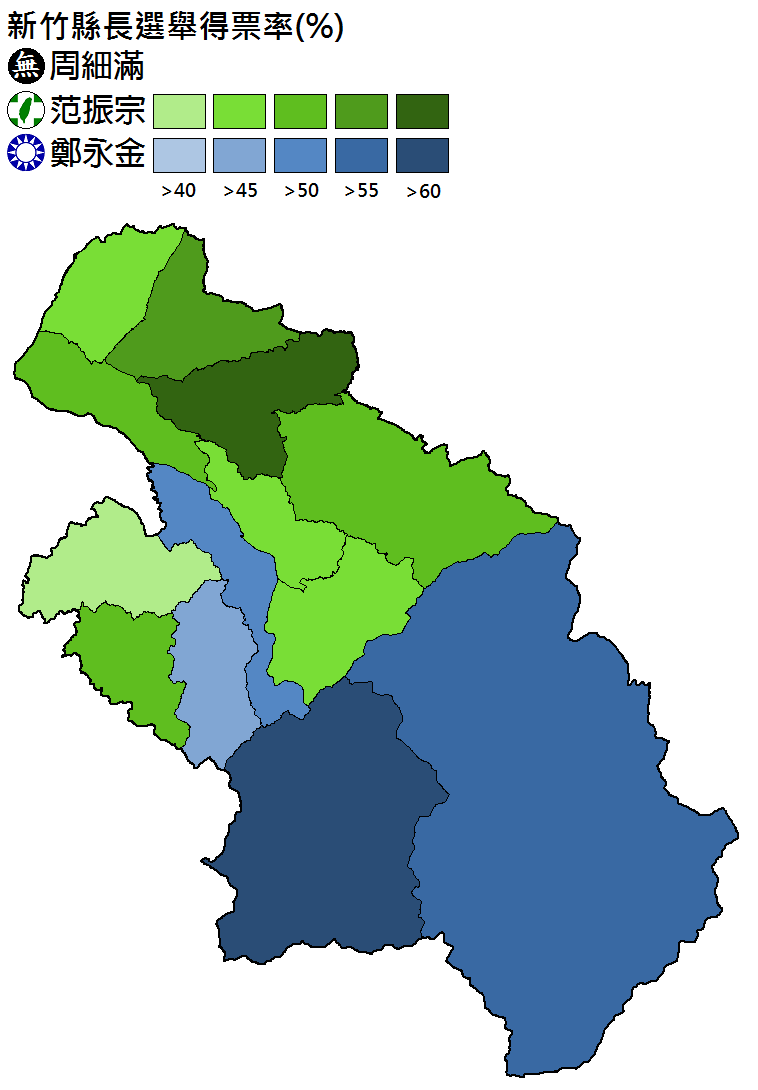
1993年新竹縣長選舉

| 號次 | 黨籍       | 姓名   | 得票   | 得票率 | 當選 |
| ---- | ---------- | ------ | ------ | ------ | ---- |
| 1    | 無黨籍     | 周細滿 | 13,099 | 6.71%  |      |
| 2    | 民主進步黨 | 范振宗 | 97,688 | 50.04% |      |
| 3    | 中國國民黨 | 鄭永金 | 84,440 | 43.25% |      |

### 新竹市

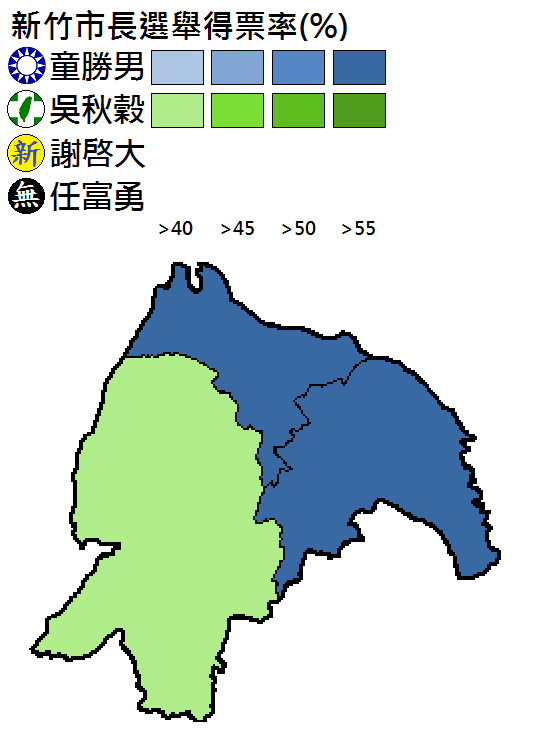
1993年新竹市長選舉

| 號次 | 黨籍       | 姓名   | 得票   | 得票率 | 當選 |
| ---- | ---------- | ------ | ------ | ------ | ---- |
| 1    | 中國國民黨 | 童勝男 | 82,883 | 55.13% |      |
| 2    | 民主進步黨 | 吳秋穀 | 40,407 | 26.88% |      |
| 3    | 新黨       | 謝啟大 | 15,125 | 10.06% |      |
| 4    | 無黨籍     | 任富勇 | 11,919 | 7.93%  |      |

### 苗栗縣

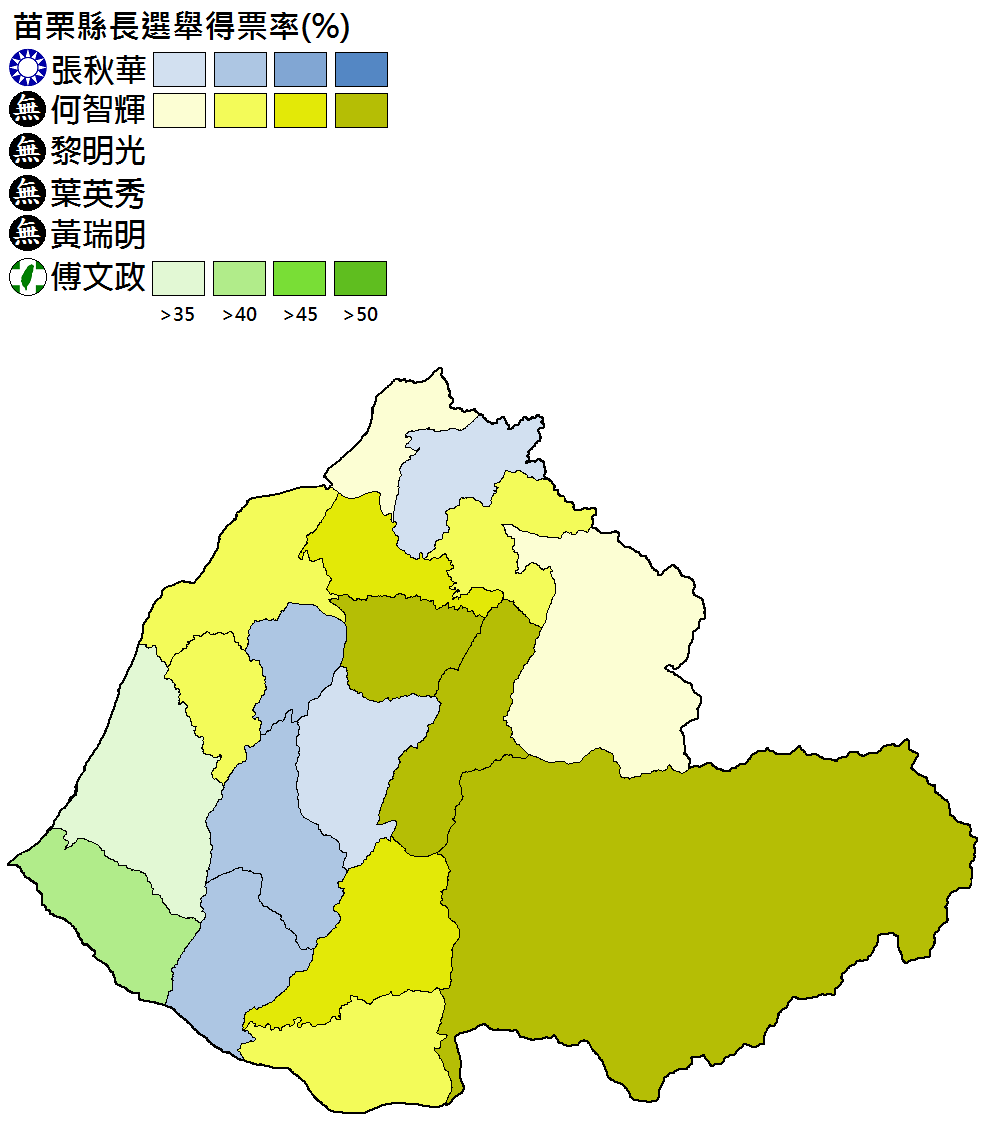
1993年苗栗縣長選舉

| 號次 | 黨籍       | 姓名   | 得票    | 得票率 | 當選 |
| ---- | ---------- | ------ | ------- | ------ | ---- |
| 1    | 中國國民黨 | 張秋華 | 96,288  | 33.58% |      |
| 2    | 無黨籍     | 何智輝 | 109,676 | 38.25% |      |
| 3    | 無黨籍     | 黎明光 | 2,088   | 0.73%  |      |
| 4    | 無黨籍     | 葉英秀 | 4,469   | 1.56%  |      |
| 5    | 無黨籍     | 黃瑞明 | 1,392   | 0.49%  |      |
| 6    | 民主進步黨 | 傅文政 | 72,828  | 25.40% |      |

### 臺中縣

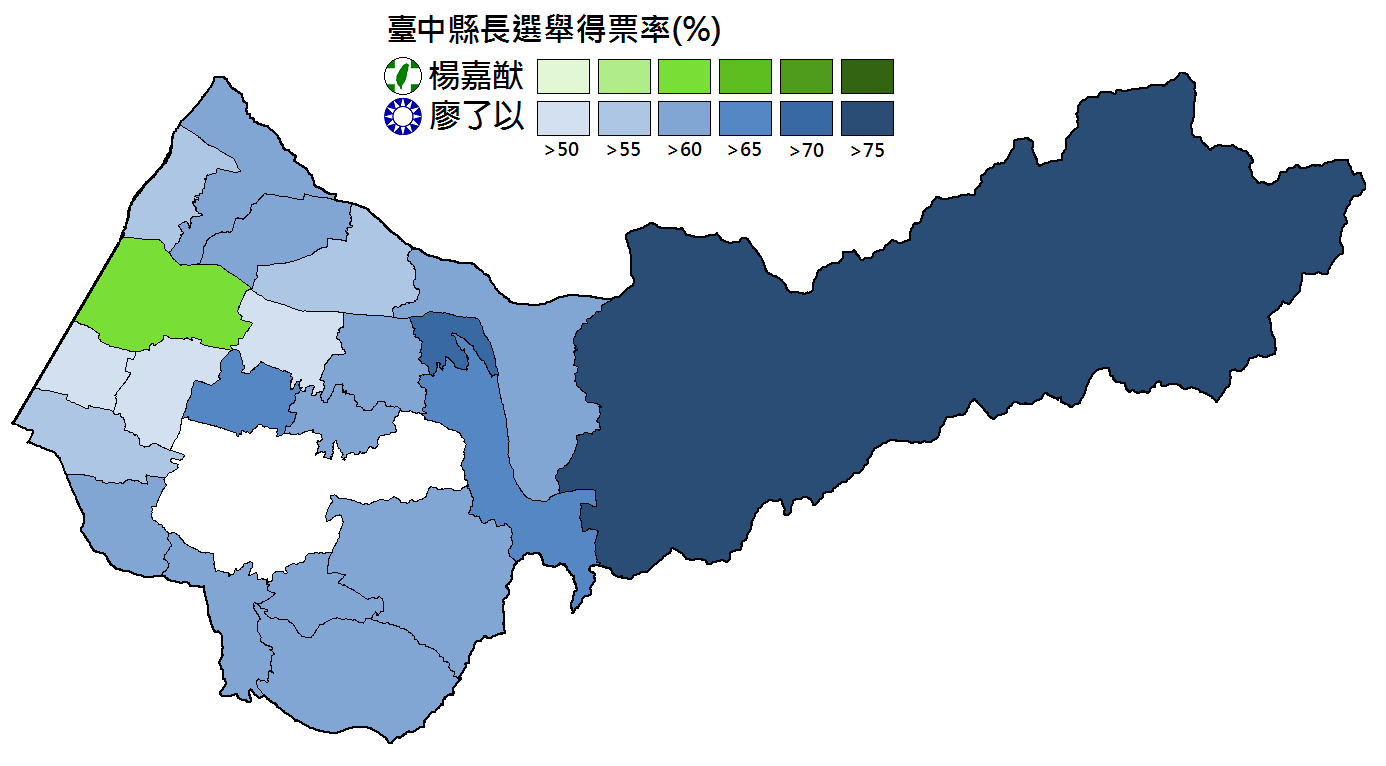
1993年臺中縣長選舉

| 號次 | 黨籍       | 姓名   | 得票    | 得票率 | 當選 |
| ---- | ---------- | ------ | ------- | ------ | ---- |
| 1    | 民主進步黨 | 楊嘉猷 | 247,340 | 41.11% |      |
| 2    | 中國國民黨 | 廖了以 | 354,301 | 58.89% |      |

### 臺中市

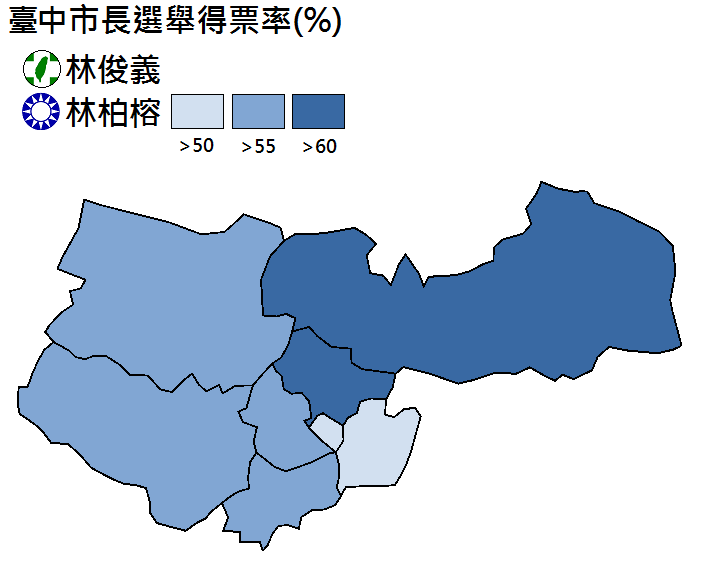
1993年台中市長選舉

林柏榕自1989年就任二度就任市長（第十一屆）後。比起第九屆市長時期，林柏榕在本屆任內被視為顯得不願做得罪人的事。例如建國路的拓寬，原本都市計畫寬度三十八公尺，但在拆遷戶抗議下，最終只拓寬二十五公尺。:322-324並且大力推動開闢道路，爭取市民支持。引起促進各區域發展的支持及預算編列浮濫、發包手續由親信控制的負面聲音。:327-328
然而林柏榕在地方廣結善緣也引起國民黨內部分人士反彈，1993年初先是有市議員林永安爭取第十二屆市長提名。:355亦有市農會總幹事宋洪光、國民黨生產事業黨部書記長林平原爭取提名。:359-361當中以前市長張子源之妻許幸惠聲勢最大。在地方派系上，張子源被視為受「張派」支持，後遭「賴派」以炒地皮風波集合長億集團、請出林柏榕代打而擠掉。林柏榕主政後，「張派」在臺中市重劃區的土地投資，皆因林柏榕延遲道路、溝渠等公共建設，數兆資金遭到凍結。「張派」的不滿引起本次選舉時力挺許幸惠參選到底，以「代夫出征」洗刷「炒地皮」的惡名為由，參選到底。:246許幸惠甚至於9月17日偕同其夫張子源在南屯區的萬和宮，向媽祖宣示誓死競選到底，如有違背誓言願受神譴，表達決心。:390
當時民進黨提名形象學識俱佳的東海大學教授林俊義角逐臺中市長，國民黨在臺中市內部的派系分裂，使得林俊義有可能競選成功。最終在國民黨黨主席身兼總統的李登輝介入下，1993年10月25日，李登輝率領戴瑞明（總統府副秘書長）、許水德（中央黨部秘書長）、謝深山（組工會主任）親自南下，:246上午車隊出現在許幸惠競選總部前，在中興新村「荷園」招待所中，李登輝與臺中派系領袖吃早餐，包括臺中縣第三勢力領導人、長久以來在國民大會支持李登輝的政商集團領袖楊天生（增額國代）；臺中市「賴派」領導人省議員賴誠吉、議長林仁德；「廖派」創派人國策顧問廖榮祺；「張派」掌門張啟仲，以及張子源、許幸惠夫婦，會中李登輝即直言要求許幸惠退選，並對張子源「炒地皮」傳聞表示願以總統身分到臺中代為澄清，給許的支持者一個交代。:246會後李登輝與許幸惠、林柏榕、林仁德回到臺中現身，由許幸惠發表退選聲明。支持者對此，一度群情激憤無法接受退選，並以許幸惠已向萬和宮神明發誓參選到底，不能違背對神明的誓言。對此李登輝透過林仁德代為轉告，要親自陪許到萬和宮向神明「解誓」。:247李登輝與立法院長劉松藩、許水德、張子源夫婦再到南屯萬和宮，在全國電視機觀眾面前燃香報備「解誓」，退出選舉；林柏榕則在李登輝要求下，公開到許幸惠競選總部當眾對張子源道歉，並肯定張子源過去在市長任內的政績與規劃。:421-422:247
中間一度發生許的競選副總幹事顏正平在林柏榕的競選總部，被林的支持者打了兩個耳光，又傳出許是被四億元搓退的謠言。使許受辱憤而召開記者會宣布退出國民黨。最後李登輝在臺北官邸親自召見張許夫婦，並以電話向林柏榕查明實際情況，才完成派系整合。:247
最後代表國民黨競選連任的林柏榕，在年底的市長選舉中，以十九萬票擊敗民進黨提名的林俊義的十三萬票，當選連任。
| 號次 | 黨籍       | 姓名   | 得票    | 得票率 | 當選 |
| ---- | ---------- | ------ | ------- | ------ | ---- |
| 1    | 民主進步黨 | 林俊義 | 138,289 | 41.87% |      |
| 2    | 中國國民黨 | 林柏榕 | 191,988 | 58.13% |      |

許幸惠退選後，當夜就與張子源回臺北去，他們夫婦雖然給李登輝很大的面子，卻將支持她的市民放鴿子，日後許幸惠於1998年回到臺中市參選立法委員，選前自稱最高票當選，結果卻是最高票落選。被批評是犯了政治的大忌——失信於民。:328

### 彰化縣

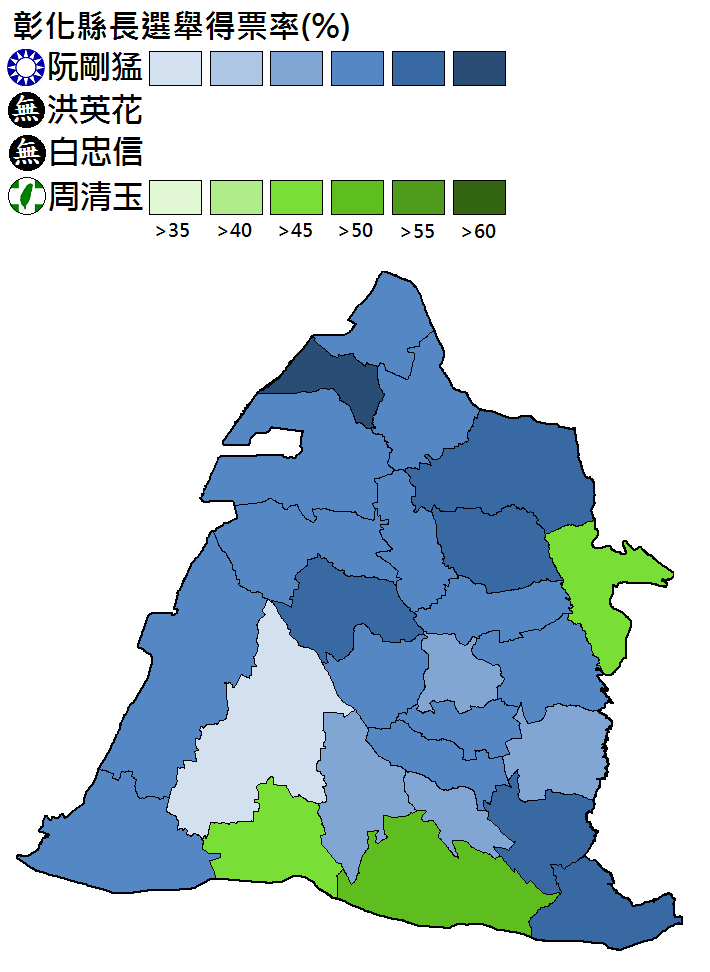
1993年彰化縣長選舉

| 號次 | 黨籍       | 姓名   | 得票    | 得票率 | 當選 |
| ---- | ---------- | ------ | ------- | ------ | ---- |
| 1    | 中國國民黨 | 阮剛猛 | 298,567 | 52.81% |      |
| 2    | 無黨籍     | 洪英花 | 27,957  | 4.94%  |      |
| 3    | 無黨籍     | 白忠信 | 7,984   | 1.41%  |      |
| 4    | 民主進步黨 | 周清玉 | 230,904 | 40.84% |      |

### 南投縣

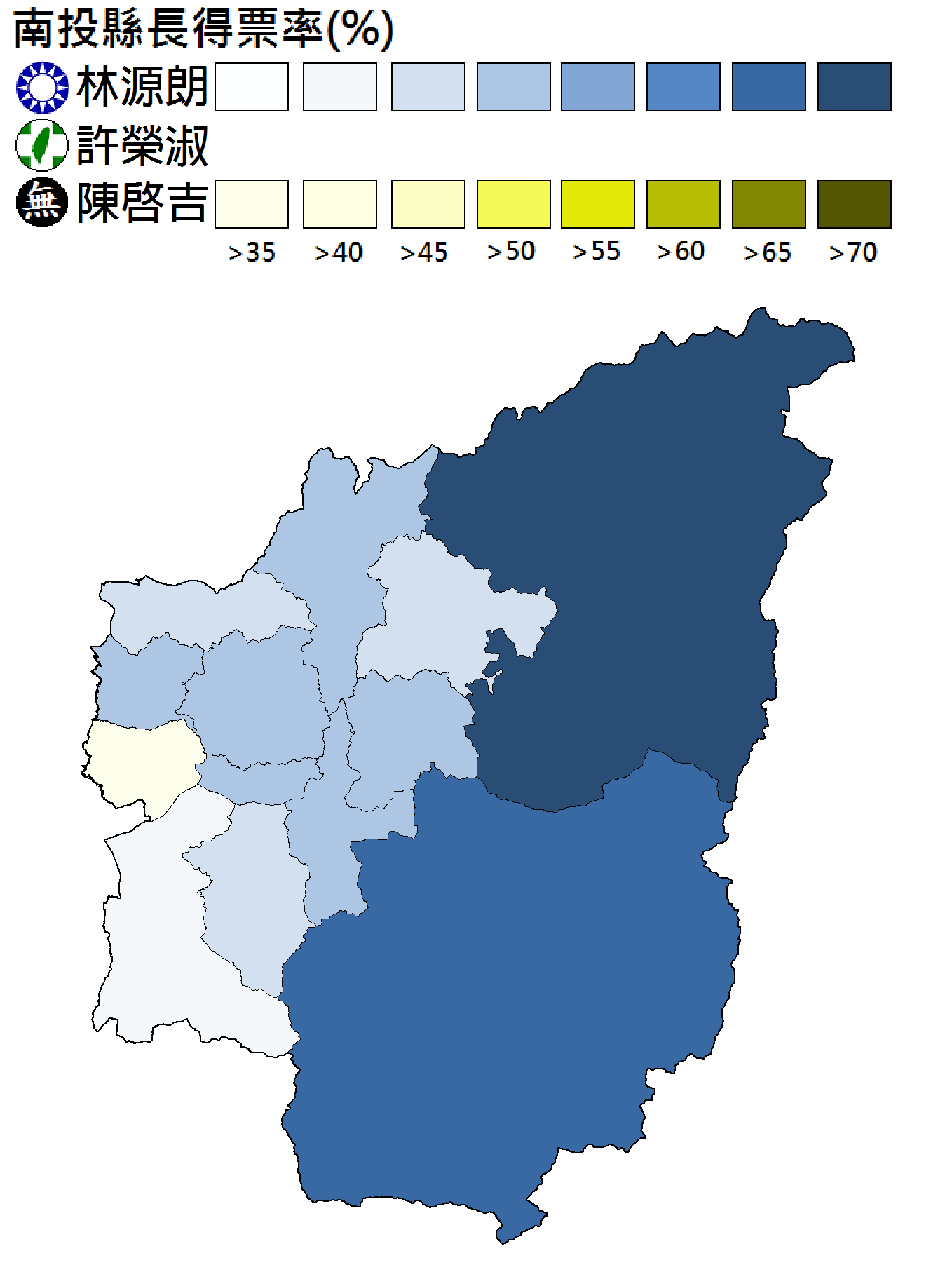
1993年南投縣長選舉

| 號次 | 黨籍       | 姓名   | 得票    | 得票率 | 當選 |
| ---- | ---------- | ------ | ------- | ------ | ---- |
| 1    | 中國國民黨 | 林源朗 | 119,384 | 49.54% |      |
| 2    | 民主進步黨 | 許榮淑 | 51,762  | 21.48% |      |
| 3    | 無黨籍     | 陳啟吉 | 69,839  | 28.98% |      |

### 雲林縣

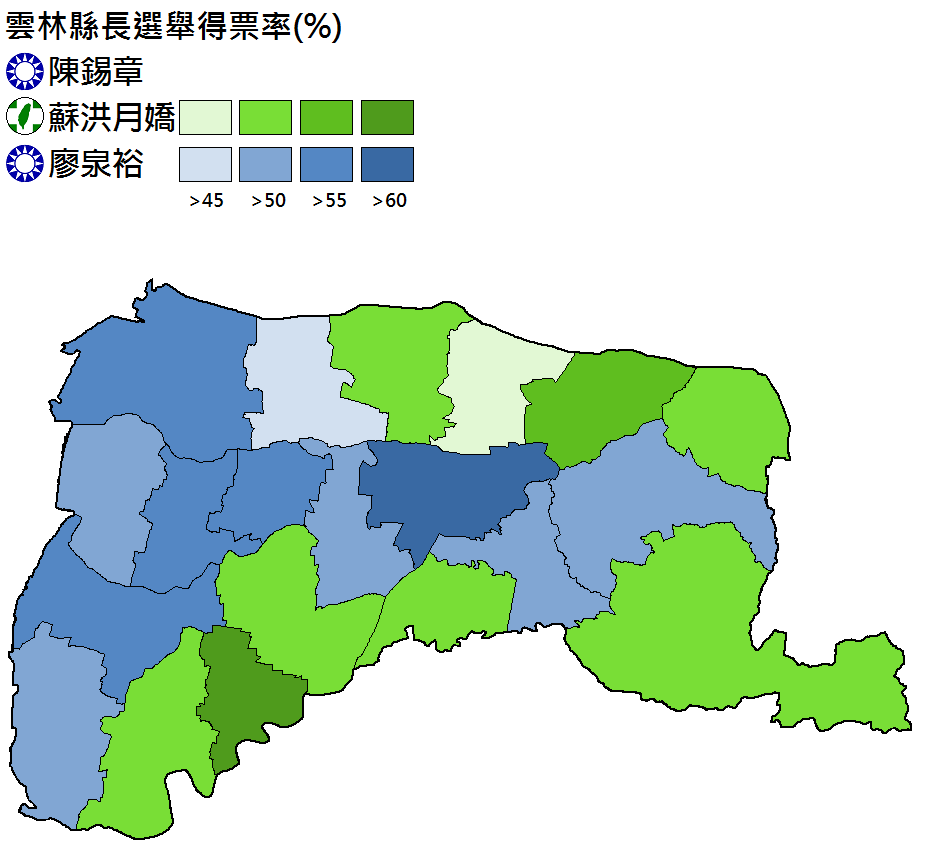
1993年雲林縣長選舉

| 號次 | 黨籍       | 姓名     | 得票    | 得票率 | 當選 |
| ---- | ---------- | -------- | ------- | ------ | ---- |
| 1    | 中國國民黨 | 陳錫章   | 10,654  | 3.48%  |      |
| 2    | 民主進步黨 | 蘇洪月嬌 | 143,459 | 46.88% |      |
| 3    | 中國國民黨 | 廖泉裕   | 151,897 | 49.64% |      |

### 嘉義縣

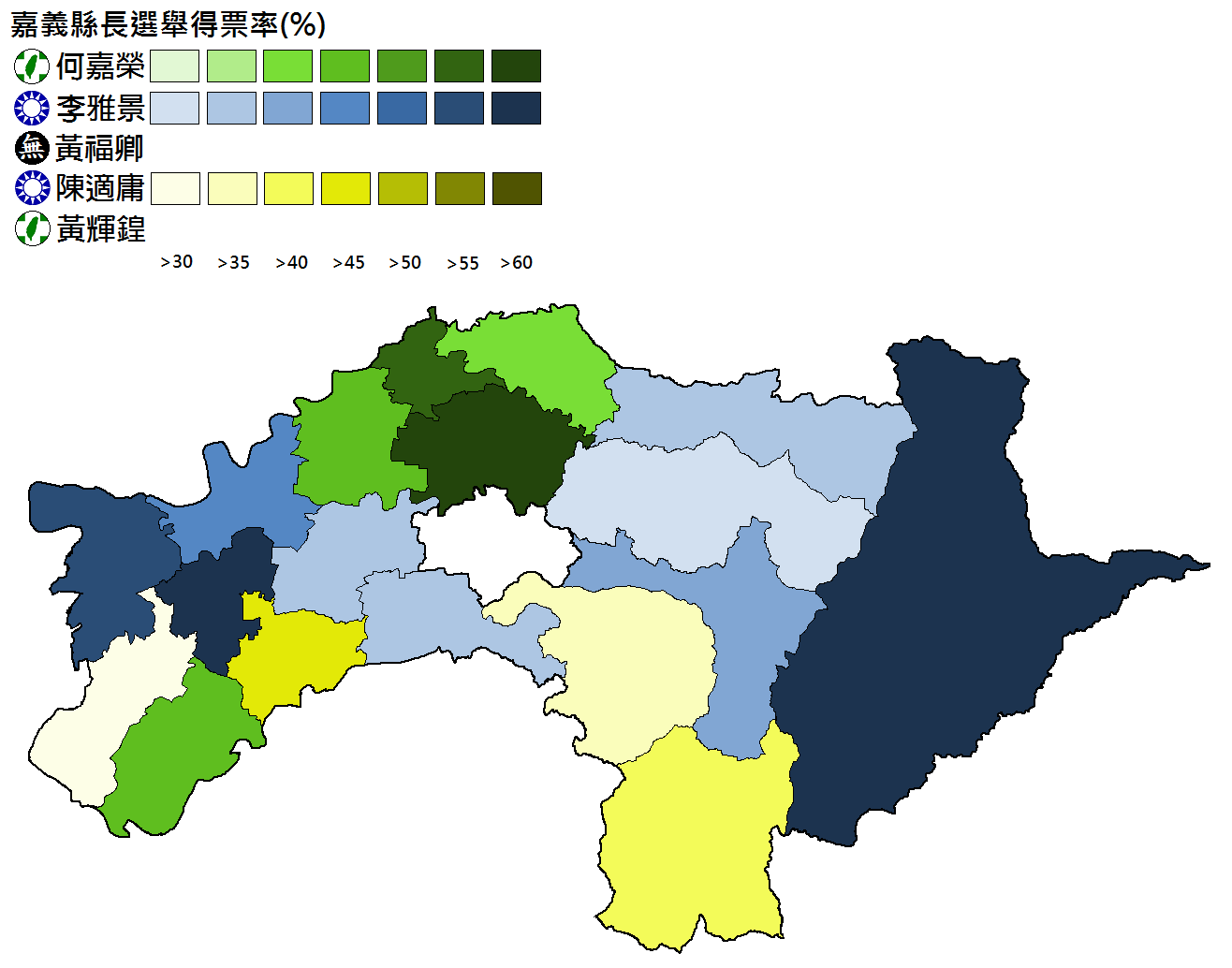
1993年嘉義縣長選舉

國民黨方面，上屆獲黃派支持順利當選縣長的陳適庸，在與黃派失和的情況下尋求連任，而黃派則由時任臺灣省議員 的掌門人李雅景出馬，而第10屆獲黃派支持順利當選縣長而後與黃派失和而連任失利的何嘉榮則改披民進黨戰袍。
| 號次 | 黨籍       | 姓名   | 得票    | 得票率 | 當選 |
| ---- | ---------- | ------ | ------- | ------ | ---- |
| 1    | 民主進步黨 | 何嘉榮 | 91,034  | 32.04% |      |
| 2    | 中國國民黨 | 李雅景 | 103,991 | 36.60% |      |
| 3    | 無黨籍     | 黃福卿 | 1,174   | 0.41%  |      |
| 4    | 中國國民黨 | 陳適庸 | 84,651  | 29.79% |      |
| 5    | 民主進步黨 | 黃輝鍠 | 3,266   | 1.15%  |      |

### 嘉義市

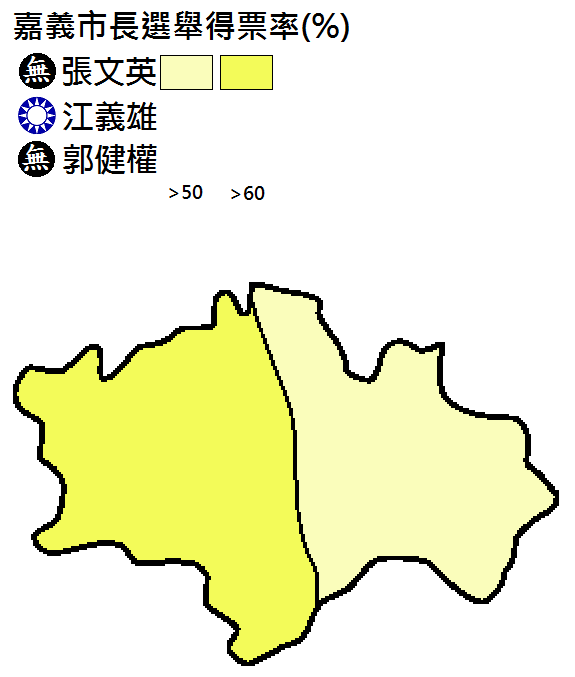
1993年嘉義市長選舉

| 號次 | 黨籍       | 姓名   | 得票   | 得票率 | 當選 |
| ---- | ---------- | ------ | ------ | ------ | ---- |
| 1    | 無黨籍     | 張文英 | 60,111 | 56.39% |      |
| 2    | 中國國民黨 | 江義雄 | 46,067 | 43.22% |      |
| 3    | 無黨籍     | 郭健權 | 421    | 0.39%  |      |

### 臺南縣

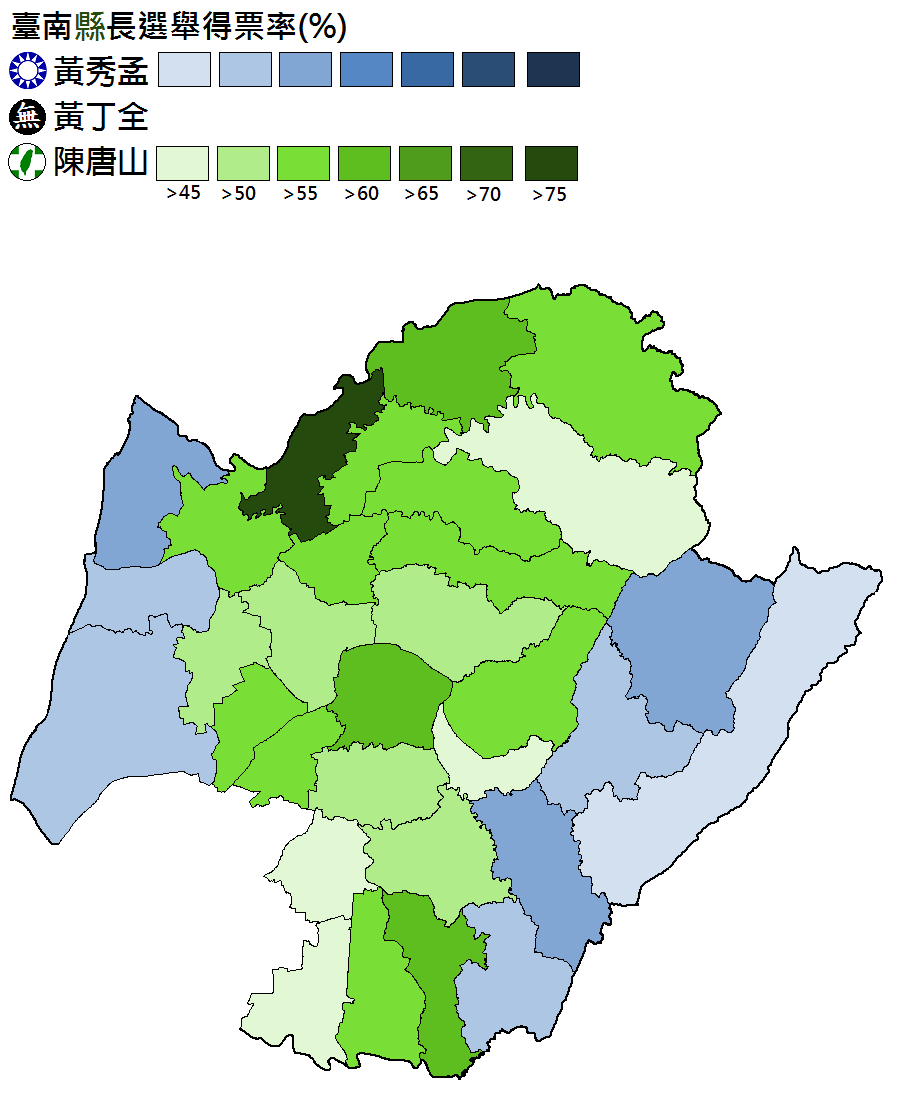
1993年台南縣長選舉

#### 選舉背景
國民黨現任縣長李雅樵在上屆選舉以些微差距贏過民進黨提名的李宗藩，然而選舉中也爆發作票疑雲。而李雅樵任內產生諸多爭議，如七股工業區的開發延宕多年外，位於新營市的縣立運動公園工程進度一在延宕，迫使預定1993年9月舉行的全縣運動會延期。部分工程更尚未完成驗收即出現被破壞或是漏水、積水現象，品質受到質疑。當《天下雜誌》的民意調查顯示縣民質疑縣府官員、民意代表炒地皮比例偏高後，李雅樵自己在縣議會坦誠她的女兒和司機的確在七股工業區合資購買土地外，李氏向監察院所申報的財產資料一直未見公布。也成為遭攻擊的把柄。:308-310
民主進步黨方面，據時任縣黨部主委張田黨回憶，1989年縣長選舉結果顯示國、民兩陣營在臺南縣相差無幾的抗衡情形；加上國民黨籍的縣長在後期執政民怨日增，不斷發生抗爭事件，選舉只要操作得當，翻盤有望。:1611992年，新營市長顏繼斌因病去世，辦理補選。民進黨推出時任新營市農會總幹事的鄭天德投入同年7月的補選，對上國民黨提名的候選人黃金鏞。然而卻爆發國民黨競選總幹事、時任副議長的吳木桐率眾對鄭天德副總幹事、太北里長王献彰開槍的事件。當張田黨前往新營太子宮派出所與吳木桐對峙時，吳木桐更當場掉出手槍，事後被搜出身上有三支槍。此「三支槍」事件引發全國關注。:147-154唯最後鄭天德以237票之差落敗。然而新營市長補選與接下來的鹽水鎮長選舉中，雖然民進黨候選人接連落敗，但民進黨在新營、鹽水的扎根也讓國民黨在臺南縣一黨獨大之勢漸漸被打破。:160
1993年5月起，民進黨舉行黨內初選。黨內依序有省議員謝三升、不分區僑選立委陳唐山、成功大學企管系副教授楊澤泉、刺蔣案主角鄭自財及區域立委魏耀乾完成手續。:248謝三升被視為屬「美麗島系」，與蘇貞昌、游錫堃並列省議會鐵三角；陳唐山屬臺獨聯盟，美國普渡大學地球物理學博士、為遭國民黨當局列入「黑名單」的台灣獨立運動領袖。鄭自財是美國卡內基美隆大學都市設計碩士，獲「新潮流系」支持，返臺後入獄，當時尚在服刑。:249縣黨部於6月27日在縣政府中正堂舉行黨員投票，全縣約二千位有投票權的黨員有1,177人投票，開票結果鄭自財352票、陳唐山338票、謝三升309票、楊澤泉175票、廢票3張。鄭自財以14票之差擊敗陳唐山。
然而謝三升及陳唐山的支持者卻對初選結果表達不滿，雙方的支持者更是打爆縣黨部與張田黨的電話頻頻抱怨，特別是獲得縣黨部執委會支持的陳唐山支持者大吐苦水，引起張田黨氣得回嗆：「你們都不加入民進黨成為黨員，初選輸了再來怪東怪西，要怪誰？」。:163尤其謝氏更指出蘇煥智原本答應將擁有的六、七百名人頭黨員給他運用，其支持者替蘇氏人頭黨員繳交每人一千的黨費使其有投票資格，這些人卻投給鄭自財，蘇煥智則宣稱初選他保持中立。:254-255此外鄭自財也因他出身臺南市而非臺南縣，引起部分人士反彈，要求重辦初選。:255張田黨曾打算勸退鄭自才，因此率領執行長李俊毅等一行人前往山上鄉明德外役監獄面見鄭自才。卻遭鄭自才夫人吳清桂破口大罵。:163最終鄭自財也因其尚在獄中，最快也要11月1日才能出獄，無法趕上10月25日至29日縣長候選人登記。7月17日，鄭自財之妻吳清桂代替人在獄中的夫婿召開記者會，宣布放棄被提名的資格。:261民進黨中央最終採取遞補的方式提名初選第二的陳唐山，於7月21日公布。並要求陳唐山遵守「任期限制條款」的規定於9月28日前先辭去立委職務，才能參選。陳唐山知道被提名的結果後，即表明遵守黨中央的規定，辭去立委職務全力投入選戰。至此確立了民進黨的提名人選。:263
國民黨方面，則因二十一縣市黨部主委反對初選，因此由黨部提名。6月7日至11日，辦理黨內提名登記。有省議員謝鈞惠、省議會主任秘書施瑞和、檢察官蔡明熙、省議員方醫良、縣農會總幹事蔡勝佳、省議員黃秀孟及檢察官黃丁全等七人辦妥手續。:228-229當中黃秀孟被視為「海派」出身，1989年省議員選舉以96,343票高票當選，夫婿王宮田更是當時省教育廳副廳長，也是楊寶發縣長時期的教育局長。蔡勝佳則被視為「山派」胡龍寶所提攜，受縣內農會系統支持。而方醫良的登記則被視為藉同為省議員身分牽制黃秀孟，以掩護同派系的蔡勝佳上壘。:228-229在登記截止隔天，縣黨部就收到「臺南縣若提名女性，執政黨輸了誰負責」的黑函攻擊黃秀孟及「海派」。:2306月下旬，縣黨部舉行說明會時，更出現謝鈞惠等六人集體缺席，並向媒體發表質疑縣黨部偏袒黃秀孟的聲明。批評縣黨部私自給黃秀孟聯署書，分送各級學校、王宮田利用職權、配合各鄉鎮市區黨部，召集各校校長及教師開會，指令支持黃秀孟，並要求學校教師動員拜訪黨員、省教育廳編列各級學校補助，卻由王宮田向地方人士稱由黃秀孟爭取而來。:232此時更一度發生在1992年10月因贊成彈性課徵證交稅而遭國民黨停權一年的蘇火燈表態參選縣長，而謝鈞惠等六人向縣黨部表示要求黨部在提名時考慮他們六人之一，如未獲提名，六人將團結一致推出一人參選到底。:238國民黨在7月24日提早恢復蘇火燈黨權。並在7月28日，國民黨中常會正式提名黃秀孟角逐南縣長，成為臺南縣第一位國民黨女性縣長候選人。
黃秀孟再被提名後，登記初選的黃丁全（1948年生，佳里鎮頂廍人）仍表達參選到底。並將佳里鎮的服務處改名「參選縣長連絡處」。蘇火燈也表示黃丁全真要參選會影響他的票源，所以將不會加入選局，但若只有黃秀孟和民進黨籍的候選人兩個人參選，他就另有打算。:243-24410月16日，黃丁全成立競選總部。10月25日，黃丁全在競選總幹事、佳里鎮代會主席杜山田陪同下，在高喊「開除國民黨、拒絕黃秀孟」口號下登記成為候選人。:275-27611月3日，已自行退黨的黃丁全，在黨主席李登輝逐一唱名下，被國民黨撤銷黨籍。對此黃丁全以「有民意基礎的黨加入才有榮譽及使命感，若是欠缺民意的國民黨，就是加入或退黨，都是沒有任何意義可言」來回應。:291-292

#### 選舉過程
縣長選舉提名確定後，出身臺南縣七股鄉的臺獨聯盟主席黃昭堂認為臺南縣的民主火苗尚待發揚，幾乎每個村莊都有一座廟宇。黃昭堂因此請張田黨安排「廟口開講」，以村莊的信仰中樞聚集人群，闡揚民主理念。當時張田黨與李俊毅輪流駕駛「戰車」，轉戰南縣三十一個鄉鎮，三人一組慢慢開講，一開始現場只有寥寥數人，在黃昭堂鼓勵下，三個人堅定信念。透過口耳相傳，廟口的人數越來越多，從個位數逐漸累積到上百人乃至數百人。:164-165
當時陳唐山以歌曲〈回鄉的我〉作為競選歌曲，當時陳唐山幕僚認為此歌最能符合他的境遇，簡淺易懂吻合海外歸來遊子的心境。:119加上歌曲旋律輕快，歌詞前半段也貼近他成為黑名單被當局監控，無法回鄉與親人團聚。:165陳唐山採用此歌後，並依法律規定取得原唱者余天和著作人的授權。:119-120〈回鄉的我〉立刻成為大街小巷人人朗朗上口的主題歌。在宣傳戰上占了優勢。:165
國民黨當局為確保延續台南縣的執政，不惜由黨主席李登輝以總統之姿親上火線為黃秀孟背書。李登輝在站台時更承諾負責，如果黃秀孟不能當選，「我就切腹自殺」。
面對李登輝的助選，民進黨中央及陳唐山陣營則以切割李登輝與黃秀孟因應。民進黨在臺南的造勢晚會以「主席之夜」、「陳唐山嘸咁陳水扁、吳淑珍兄嫂之夜」、「為李宗藩討回公道之夜」、「李登輝受騙之夜」等主題的造勢晚會，邀請江鵬堅、姚嘉文、黃信介、許信良等歷任民進黨主席，及陳水扁夫婦站台的方式來因應。並把李登輝與黃秀孟兩者區隔開來，不批評李總統以避免因批評頗具聲望的李登輝引起選票流失，以揭發黃秀孟與李雅樵的弊端，來顯示李總統會為黃氏站台是因為基層國民黨員欺上瞞下的結果。:292-293
此外，民進黨也獲得國民黨籍人士加入。如國民黨籍的國代葉棟樑曾於1980年以82,374當選增額國代，本屆出任陳唐山的後援會副會長。其女葉宜津也登記為陳唐山助選員，日後更代表民進黨當選省議員、第四、五屆立法委員。:271此外亦有前新營市農會總幹事鄭天德，以及前新營市代會主席顏松峰（前縣長、「山派」大老胡龍寶是顏松峰叔公，顏松峰母親顏胡秀英曾三度和黃秀孟競爭省議員），加入陳唐山團隊。
而在黃丁全方面，攻擊對象早期仍主要針對黃秀孟。如在競選文宣則列舉「自劉博文起，凡是教育界出身的國民黨籍候選人都是一團糟...」，並指「李雅樵八年前負債逾億元...八年後竟有財力在台南市住價值好幾千萬元的大樓」，並呼籲鄉親「莫再寄望國民黨的黃秀孟，因為國民黨等於李雅樵等於黃秀孟」，並列舉李雅樵「引誘民眾炒地皮、體育公園品質低落、收受人事紅包、七股工業區延宕多年...」等十大罪狀。更搬出黃秀孟夫婦於1987年10月下旬，在省議會給楊寶發難堪的往事，批評黃秀孟夫婦不念舊情的過去，呼籲選民不要投給黃秀孟。:281-282

#### 選舉結果
最後陳唐山以275,317票、將近五成四的選票擊敗黃秀孟當選臺南縣縣長，成為日本人離臺後，首位非國民黨籍的臺南縣縣長。取得民進黨在臺南縣的首次執政，並延續至2010年台南縣市合併。
| 號次 | 黨籍       | 姓名   | 得票    | 得票率 | 當選 |
| ---- | ---------- | ------ | ------- | ------ | ---- |
| 1    | 中國國民黨 | 黃秀孟 | 218,509 | 42.85% |      |
| 2    | 無黨籍     | 黃丁全 | 16,097  | 3.16%  |      |
| 3    | 民主進步黨 | 陳唐山 | 275,317 | 53.99% |      |

### 臺南市

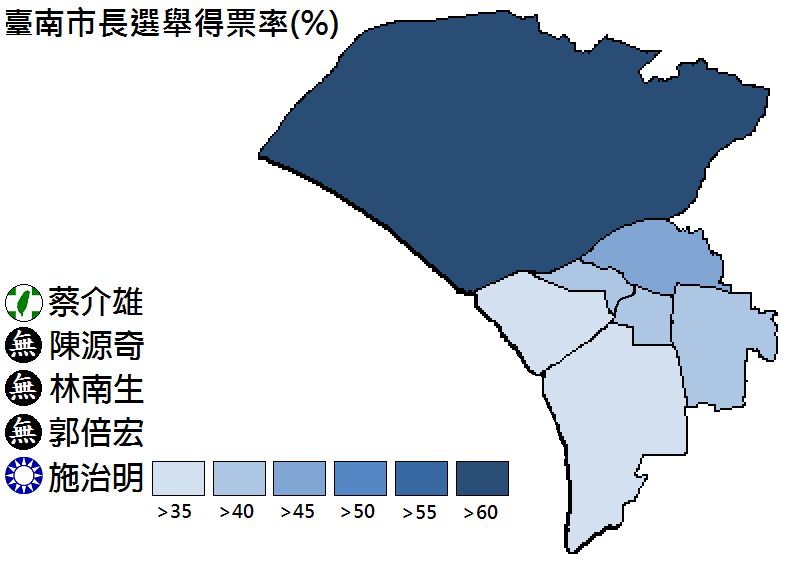
1993年台南市長選舉

國民黨由於施治明任內施政遭到詬病，並且在議會與副議長林南生對立。導致林南生投入國民黨初選，然而初選中林南生獲得評鑑第一名，最後卻提名施治明。使林南生憤而違紀參選，於11月3日遭國民黨開除黨籍。林南生則於下午召開記者會，以斗大標題「國民黨留下貪汙、趕走清廉」，並發表聲明表示無奈但會更堅強。更發生臺南市黨部北區宗欣黨部常務委員韋興鐘號召該黨部三千名黨員與林南生共進退。
民進黨方面，在前主席黃信介的大力勸說下，最終使選前搖擺不定省議員蔡介雄決定投入選戰。然而在初選時由於前台灣獨立建國聯盟美國本部主席郭倍宏黨員資格受到質疑，引起郭氏不滿，最後郭倍宏脫黨參選。
最後施治明以46.13%連任成功，這也是國民黨最後一次在台南市長選舉勝出。
| 號次 | 黨籍       | 姓名   | 得票    | 得票率 | 當選 |
| ---- | ---------- | ------ | ------- | ------ | ---- |
| 1    | 民主進步黨 | 蔡介雄 | 105,673 | 30.28% |      |
| 2    | 中國保民黨 | 陳源奇 | 1,250   | 0.36%  |      |
| 3    | 無黨籍     | 林南生 | 55,153  | 15.80% |      |
| 4    | 無黨籍     | 郭倍宏 | 25,925  | 7.43%  |      |
| 5    | 中國國民黨 | 施治明 | 161,017 | 46.13% |      |

### 高雄縣

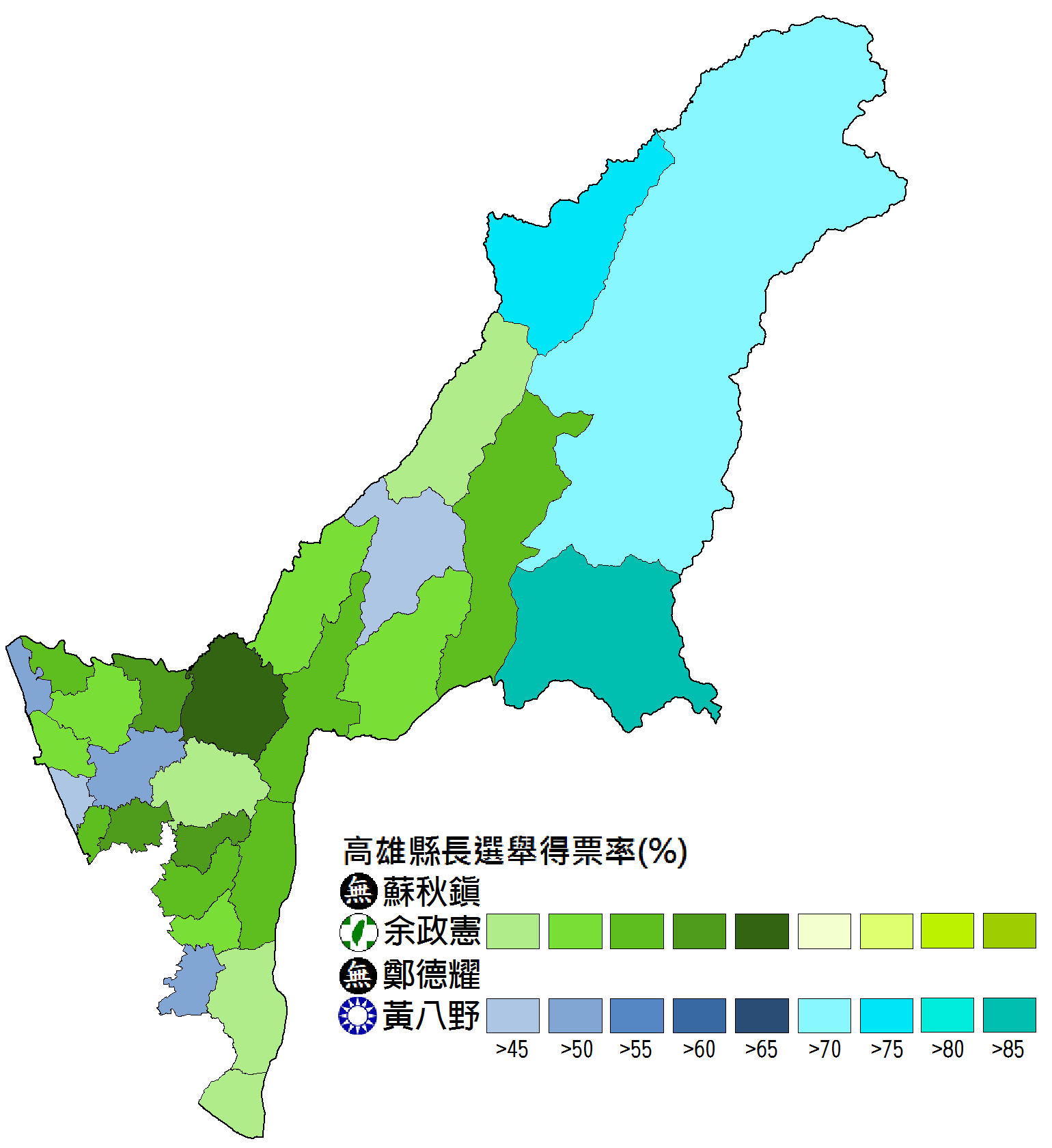
1993年高雄縣長選舉

| 號次 | 黨籍       | 姓名   | 得票    | 得票率 | 當選 |
| ---- | ---------- | ------ | ------- | ------ | ---- |
| 1    | 無黨籍     | 蘇秋鎮 | 4,211   | 0.77%  |      |
| 2    | 民主進步黨 | 余政憲 | 281,542 | 51.31% |      |
| 3    | 無黨籍     | 鄭德耀 | 4,468   | 0.81%  |      |
| 4    | 中國國民黨 | 黃八野 | 258,456 | 47.11% |      |

### 屏東縣

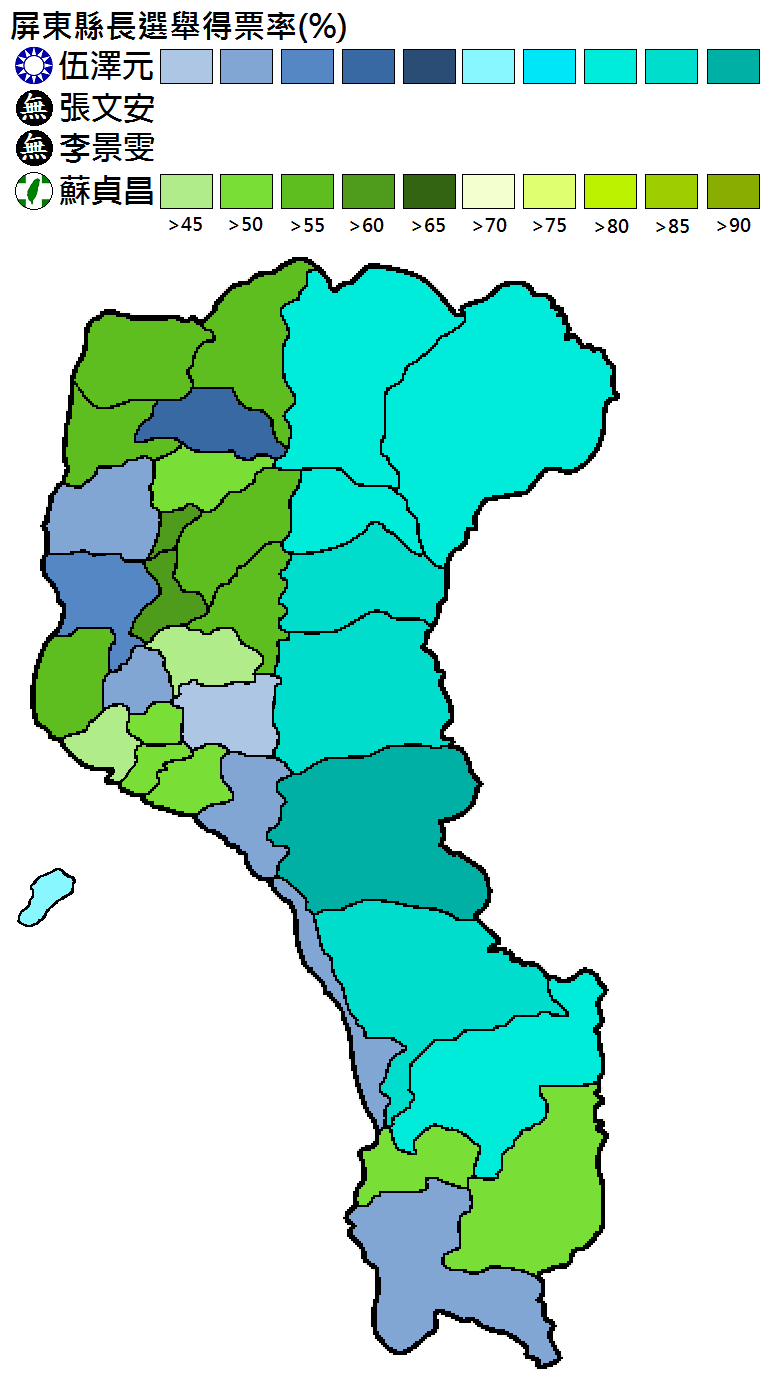
1993年屏東縣長選舉

本次選舉中，現任縣長蘇貞昌個人魅力及施政成績亮眼，蘇貞昌任內走遍屏東縣465村里，大力推廣屏東特產「黑珍珠」蓮霧，讓屏東縣政府行政效率或省府考察連續39個月第一名，外界大都看好蘇氏應能連任。國民黨當局為拉下蘇貞昌，整合屏東派系，推出台灣省政府交通處處長伍澤元，當時伍澤元夥同屏東縣議長鄭太吉以抹黑文宣攻擊蘇，抨擊蘇貞昌蓋公園一顆石頭要花五十萬，加上選舉時鄭太吉帶著100多為黑道分子到蘇貞昌的演講會場鬧場。最後蘇貞昌以一萬兩千票的差距被伍氏擊敗，未能連任。
1996年，伍澤元終經三審定讞，判決造謠有罪，登報向蘇貞昌道歉。
| 號次 | 黨籍       | 姓名   | 得票    | 得票率 | 當選 |
| ---- | ---------- | ------ | ------- | ------ | ---- |
| 1    | 中國國民黨 | 伍澤元 | 226,792 | 50.93% |      |
| 2    | 無黨籍     | 張文安 | 707     | 0.16%  |      |
| 3    | 無黨籍     | 李景雯 | 3,340   | 0.75%  |      |
| 4    | 民主進步黨 | 蘇貞昌 | 214,495 | 48.16% |      |

### 臺東縣

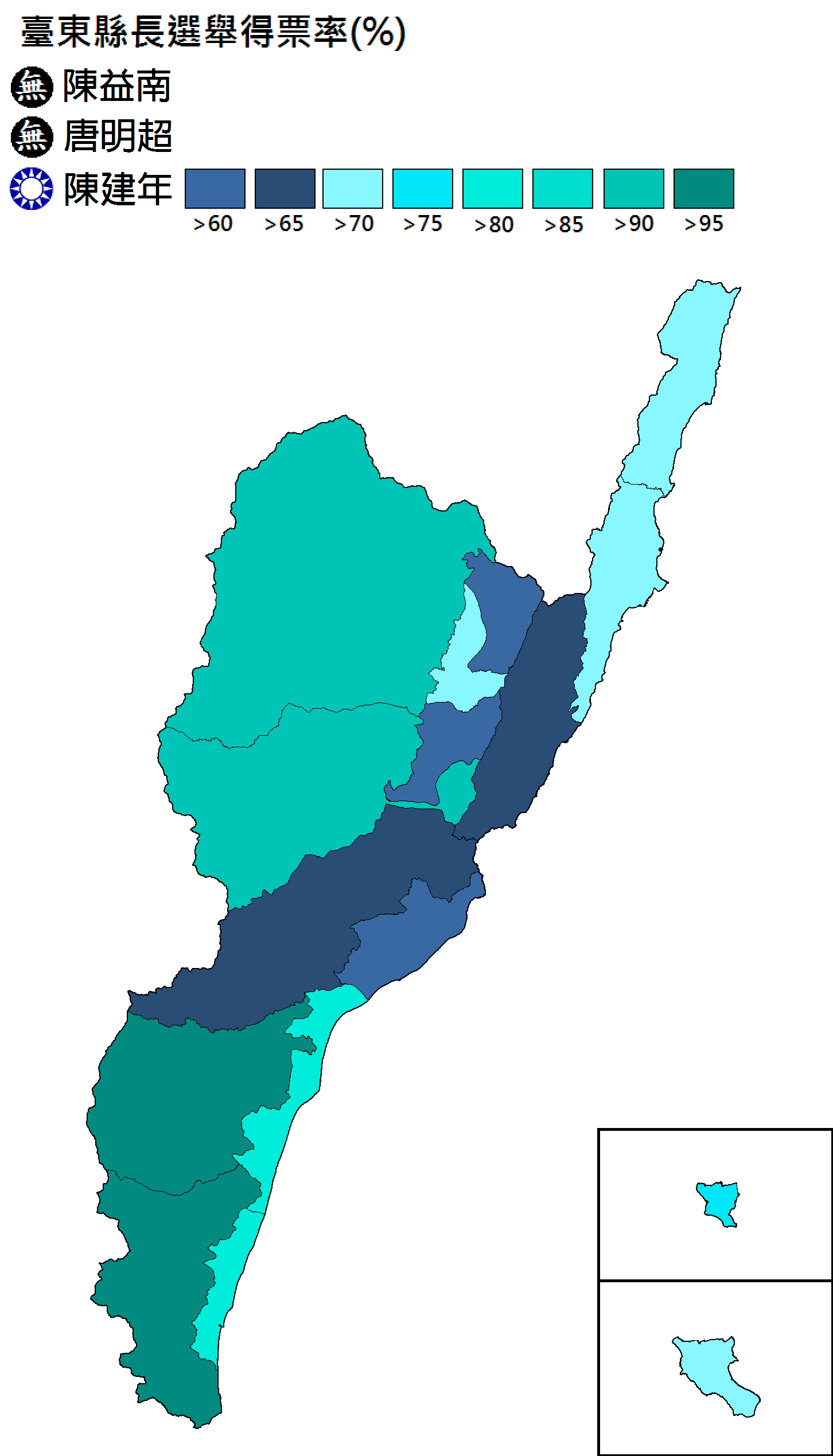
1993年台東縣長選舉

本次國民黨提名具有台灣原住民身分的前台東縣議員、時任省議員的陳建年參選縣長，成為國府遷台以來第一位提名的原住民縣長候選人。
年底，陳建年以68.57%得票率高票當選縣長，成為第一位原住民縣長。
| 號次 | 黨籍       | 姓名   | 得票   | 得票率 | 當選 |
| ---- | ---------- | ------ | ------ | ------ | ---- |
| 1    | 無黨籍     | 陳益南 | 30,385 | 30.79% |      |
| 2    | 無黨籍     | 唐明超 | 629    | 0.64%  |      |
| 3    | 中國國民黨 | 陳建年 | 67,674 | 68.57% |      |

### 花蓮縣

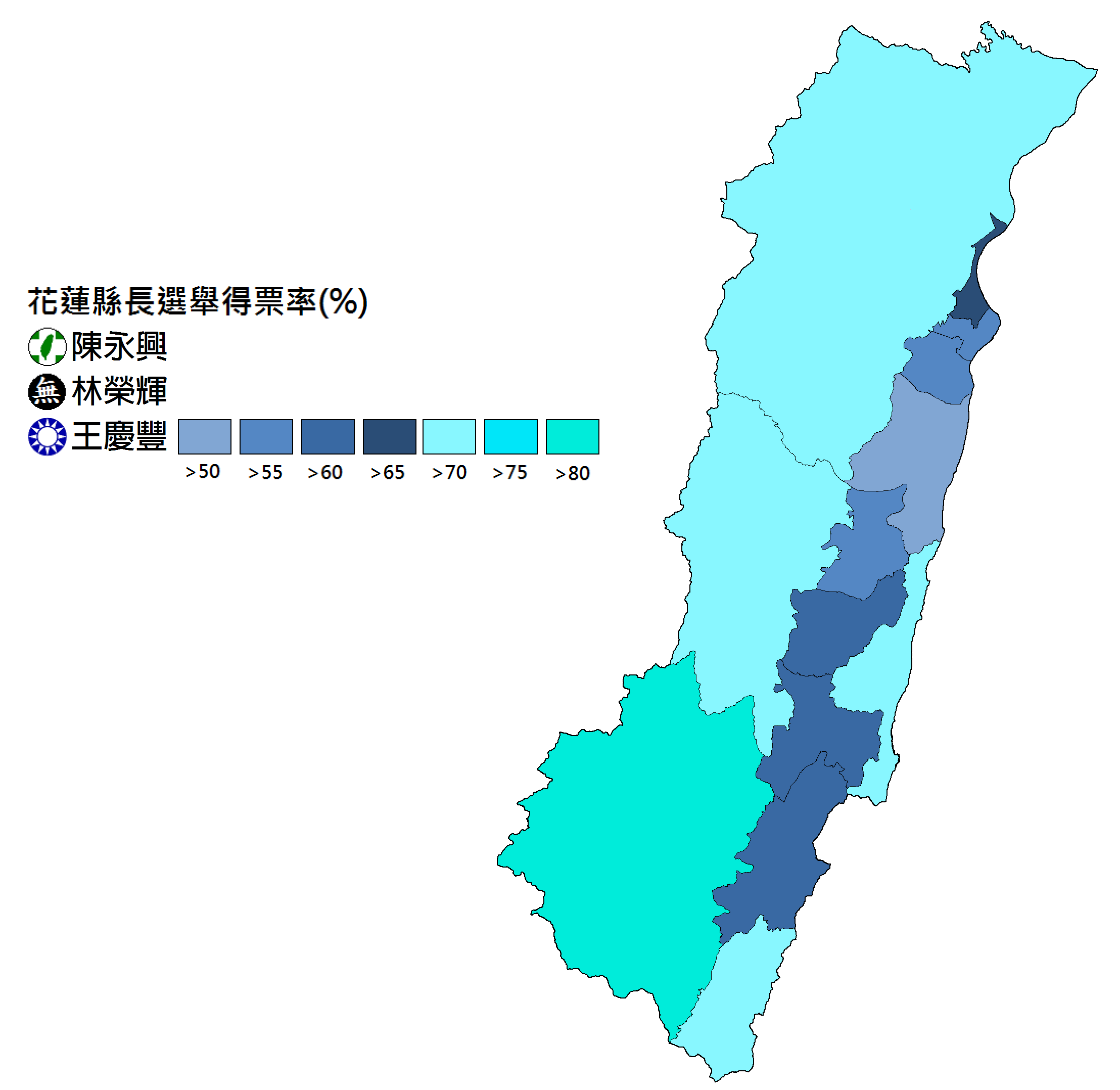
1993年花蓮縣長選舉

| 號次 | 黨籍       | 姓名   | 得票   | 得票率 | 當選 |
| ---- | ---------- | ------ | ------ | ------ | ---- |
| 1    | 民主進步黨 | 陳永興 | 45,366 | 30.68% |      |
| 2    | 無黨籍     | 林榮輝 | 13,315 | 9.01%  |      |
| 3    | 中國國民黨 | 王慶豐 | 89,171 | 60.31% |      |

### 澎湖縣

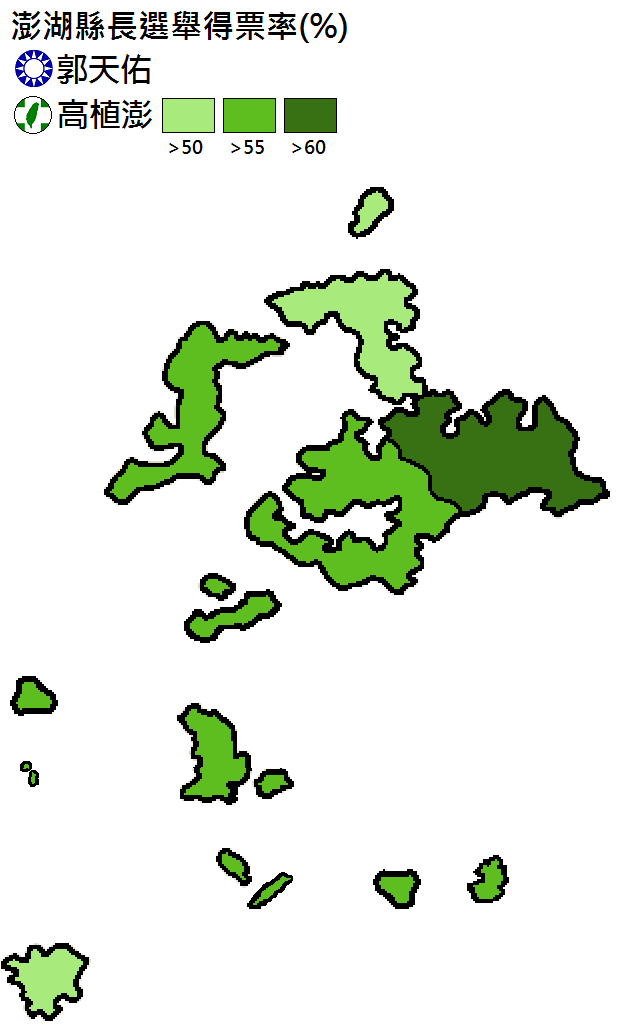
1993年澎湖縣長選舉

| 號次 | 黨籍       | 姓名   | 得票   | 得票率 | 當選 |
| ---- | ---------- | ------ | ------ | ------ | ---- |
| 1    | 中國國民黨 | 郭天佑 | 18,493 | 42.44% |      |
| 2    | 民主進步黨 | 高植澎 | 25,085 | 57.56% |      |

## 福建省

### 金門縣

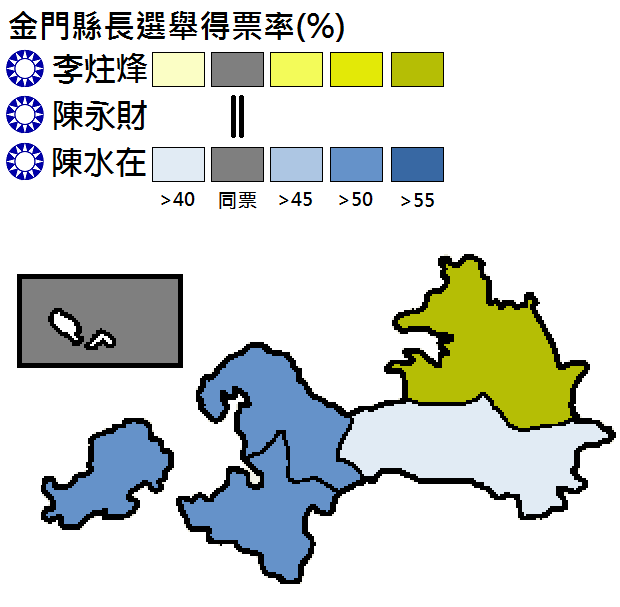
1993年金門縣長選舉

| 號次 | 黨籍       | 姓名   | 得票  | 得票率 | 當選 |
| ---- | ---------- | ------ | ----- | ------ | ---- |
| 1    | 中國國民黨 | 李炷烽 | 7,977 | 39.19% |      |
| 2    | 中國國民黨 | 陳永財 | 2,692 | 13.23% |      |
| 3    | 中國國民黨 | 陳水在 | 9,685 | 47.58% |      |

### 連江縣
| 號次 | 黨籍       | 姓名   | 得票  | 得票率 | 當選 |
| ---- | ---------- | ------ | ----- | ------ | ---- |
| 1    | 中國國民黨 | 曹常順 | 2,001 | 100%   |      |

## 政治影響

### 中國國民黨
中國國民黨在此次選舉中，總得票率明顯下降，但仍然保持其在大多數縣市的執政權。國民黨在屏東縣使用了強烈的抹黑文宣，再次取得四年前失去的執政權；亦成功的奪回連續十二年由黨外人士及民主進步黨執政的彰化縣。不過原本執政的苗栗縣及臺南縣的縣長選舉，則分別由脫黨並以無黨籍身份參選的何智輝及民進黨候選人陳唐山勝出。

### 民主進步黨
民主進步黨在此次選舉中，總得票率拿下41.20%，卻只當選6席。雖然民進黨最後成功力保臺北縣、宜蘭縣、新竹縣、高雄縣及澎湖縣等五席，並首次入主臺南縣，但包括彰化縣的周清玉及屏東縣的蘇貞昌都連任失敗，總席次比前屆的7席還減少1席。在這場選戰中，原先誇口將拿下半數的縣市長席次的民主進步黨主席許信良為信守政治承諾及敗選負責而宣布辭去黨主席職務，其餘任期由中常委施明德遞補。
早期的黨外勢力雖然在民主進步黨建黨初期大多與其結合，但仍然以無黨籍的身份在嘉義市執政的「許家班」成員張文英，在此次選舉中高票連任，再次驗證了「許家班」勢力在嘉義市政壇不可動搖的地位。

### 新黨
此次選舉是甫成立三個月新黨所首次面臨的全國性選舉，當時僅提名李胜峰、謝啟大兩人，分別參選臺北縣縣長及新竹市市長。在選前三天許歷農，宣布退出國民黨加入新黨，震撼了政壇，同時新黨也因此士氣大振。最後，新黨在臺北縣得到二十一萬五千多票，得票率為16.3%，在新竹市得到一萬五千多票，得票率為10.1%。

## 脚注
1. ↑  「疼惜」、「不捨」之意